# إحسان أباد (فاروج)
إحسان أباد (بالفارسية: احسان‌آباد) هي مستوطنة تقع في Sangar Rural District في إيران. يقدر عدد سكانها بـ 224 نسمة .